# Lambert van de Ven
Lambert van de Ven (* 26. Juni 1937 in Vlijmen) ist ein ehemaliger niederländischer Radrennfahrer und nationaler Meister im Radsport.

## Sportliche Laufbahn
Als Amateur bestritt er 1958 für die Nationalmannschaft die Polen-Rundfahrt. 1958 wurde er Unabhängiger und 1963 Berufsfahrer im Radsportteam Locomotif-Vredestein. Er war Straßenradsportler. Sein bedeutendster Sieg als Radprofi war der Gewinn des Eintagesrennens München–Zürich 1963 vor Günter Tüller. In jener Saison wurde er Zweiter der Ronde van Nederland hinter Lex van Kreuningen. 1961 war er Vierter in dem Etappenrennen geworden.
In der Vuelta a España 1961 schied er aus. In der Tour de Suisse 1963 kam er auf den 13. Rang.